# Suzuki Vitara
Suzuki Vitara kompaktni je terenac, koji proizvodi japanski proizvođač automobila Suzuki od 1988. godine, trenutno u svojoj četvrtoj generaciji. Druga i treća generacija bile su poznate kao Suzuki Grand Vitara. U četvrtoj sadašnjoj generacija nema ovoga prefiksa. U Japanu i na nekim drugim tržištima naziva se Suzuki Escudo.

## Povijest

### Prva generacija (1988. – 1998.)
Izvorna serija dizajnirana je, da ispuni prostor iznad Suzuki Jimnyja. Prva generacija je u Sjedinjenim Američkim Državama bila poznata kao Suzuki Sidekick. Sjevernoamerička verzija nastala je kao zajednički pothvat između Suzukija i General Motorsa poznat kao CAMI (Canadian Automotive Manufacturing Inc.). Sidekick se prodavao pod raznim oznakama na sjevernoameričkom tržištu, kao što su: Chevrolet Tracker, GMC Tracker, Asüna Sunrunner i Pontiac Sunrunner. U Španjolskoj se prodavao kao Santana 300 i 350. Na japanskom tržištu također je bio poznat kao Mazda Proceed Levante.

### Druga generacija (1998. – 2005.)
Druga generacija lansirana je 1998. pod imenom Grand Vitara na većini tržišta. U ovoj generaciji bio je nešto veći, skuplji i snažniji. U klasi je prešao s mini crossovera na kompaktni crossover. Pratio ga je još veći SUV poznat kao Suzuki XL-7, koji se u Japanu zvao Grand Escudo.

### Treća generacija (2005. – 2015.)
Treća generacija došla je 2005. i koristila je neke komponente GM Theta platforme. Ovo vozilo visoko je ocijenjeno zbog svojih terenskih sposobnosti, a služilo je i kao obiteljski automobil. Uglavnom je bila dostupna s pet vrata, no na nekim je tržištima imala troja vrata, koja su se jednostavno zvala Vitara. U Čileu je model s pet vrata nazvan Grand Nomad.

### Četvrta generacija (2015–)
Četvrta generacija predstavljena je 2014. na Pariškom sajmu automobila, a na tržište je stigla sljedeće godine. Vraćeno joj je izvorno ime Vitara, ali je promijenila svoje terenske karakteristike i postala klasični urbani crossover. U odnosu na prethodnu generaciju, ova Vitara ima smanjene dimenzije, kao i 140 mm kraći međuosovinski razmak. Dijeli platformu i mnoge komponente sa Suzukijevim većim crossoverom SX4 S-Cross. Proizvodi se u gradu Ostrogonu u Mađarskoj.
Glavni konkurenti Vitare su: Mazda CX-3, Mitsubishi ASX, Nissan Juke, Opel Mocha, Peugeot 2008, Renault Captur, Citroen C4 Cactus, Toyota C-HR, Fiat 500X, Honda HR-V, Jeep Renegade, Škoda Yeti, Dacia Duster i drugi.
Vanjski izgled ima konvencionalan dizajn. Svojim agresivnim kockastim izgledom i manjim prevjesima preko kotača djeluje robusnije, poput pravog terenca. Sprijeda se nalazi velika kromirana rešetka koja djeluje luksuzno i prestižno. Stražnjim krajem dominiraju masivni branik i fino oblikovana stop svjetla. Unutrašnjost je robusna i sportska. Kako bi privukli različite skupine kupaca, tvrtka je ponudila veliki broj opcija za individualizaciju Vitare, uključujući dvobojne inačice.
Suzuki je napravio posebnu verziju Vitare pod nazivom Vitara S ili Vitara Sport na nekim tržištima.
U 2015. godini, na Euro NCAP testovima sudara, Vitara je dobila maksimalnih pet zvjezdica za sigurnost.
Ovisno o paketu opreme, može imati pogon na sva četiri kotača i automatski mjenjač. Motori uključuju 1.4 (140 KS), 1.6 (120 KS) i 1.6 (120 KS) dizel motore.